# Georg Christoph Bach
Georg Christoph Bach (6. září 1642 Erfurt, Durynsko – 27. dubna 1697 Schweinfurt, Německo) byl německý varhaník a hudební skladatel. Člen hudební rodiny Bachů.

## Život
Georg Christoph Bach byl synem Christopha Bacha. Hudební vzdělání získal u svého otce. V letech 1663–1665 studoval na gymnasiu Casimiranum v Coburgu a v letech 1665–1666 na universitě v Lipsku.
V roce 1668 se Georg Christoph Bach stal kantorem a varhaníkem v Themaru a v roce 1688 působil po boku svých strýců Johanna a Heinricha v evangelickém kostele St. Johanniskirche.

## Dílo
Z díla Georga Christopha Bacha se dochovalo několik kantát:
- Siehe, wie fein und lieblich ist es pro dva tenory, kontrabas, housle, tři gamby a basso continuo.
- Vom Himmel hoch, da komm ich her
- O wie selig seid ihr doch, ihr Frommen
- O Haupt voll Blut und Wunden

Inventář ve Schweinfurtu z roku 1689 uvádí čtyři další vokální díla:
- Meinen Jesum lass ich nich
- Gott ist unser Zuversicht
- Meinen Jesum lass ich nicht
- Wie lieblich sind auf den Bergen and Wohl her, lasset uns wohl leben.